# Leek
Leek er en kommune og by i Nederlandene beliggende i provinsen Groningen. I 2007 havde byen 19.164 indbyggere.